# Byzantinisches Hospital (Side)

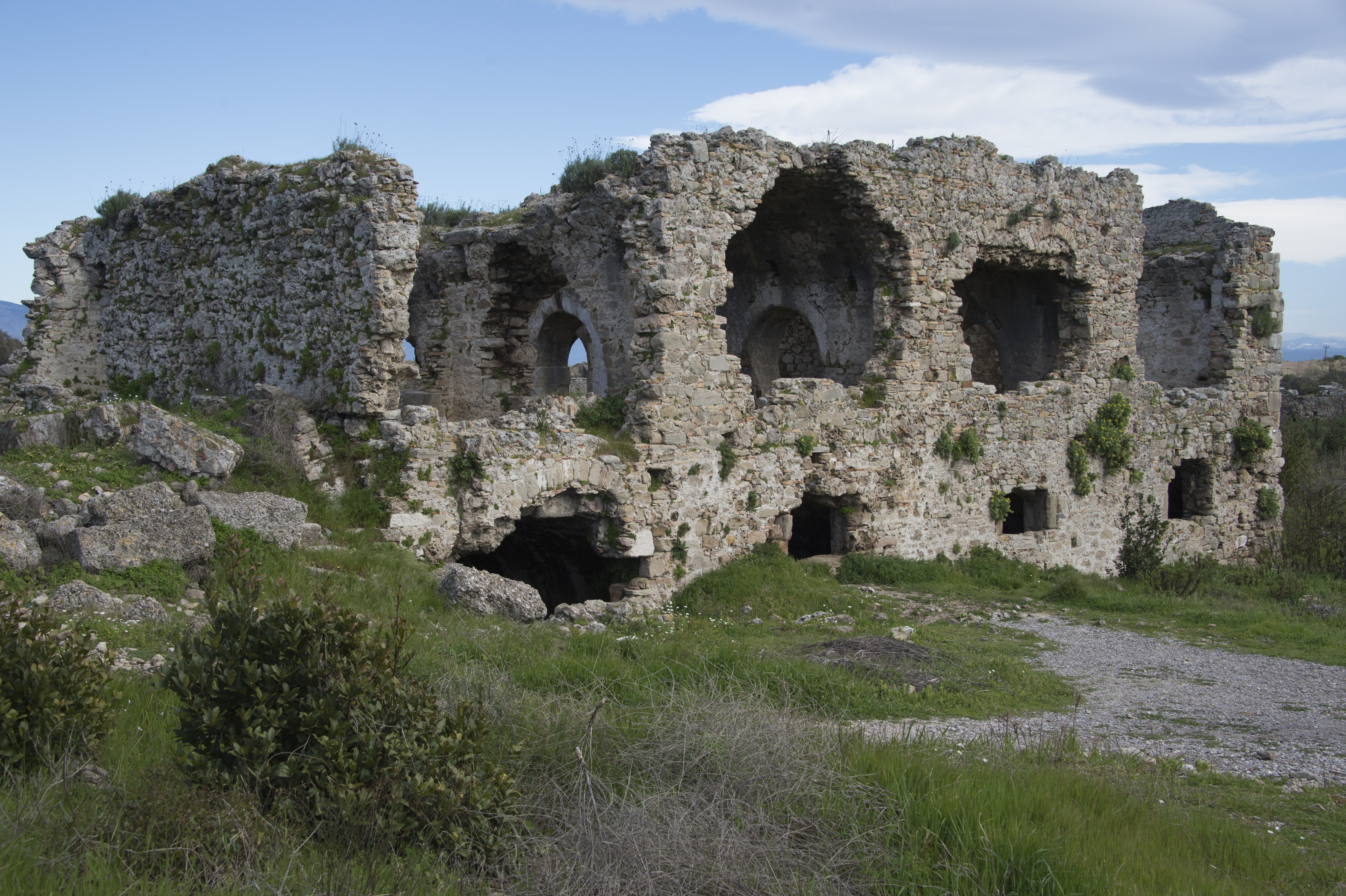
Side, Byzantinisches Hospital, Außenansicht

Das sogenannte byzantinische Hospital ist ein wohlerhaltener Profanbau des 6. Jahrhunderts in Side, einer archäologischen Stätte in der Landschaft Pamphylien (heute Provinz Antalya, Türkei). Side erlebte damals als Bischofssitz eine späte Blütezeit.
Die Identifikation des Bauwerks als Hospital ist nicht sicher, wird aber durch zwei Argumente gestützt:
- Kaiser Justinian veranlasste den Bau eines den Arztheiligen Kosmas und Damian geweihten „Hauses“ (Hospitals) in Pamphylien. Der Ort wird von Prokopios nicht genannt.
- Spätere seldschukische Hospitäler folgen einem ähnlichen Bauplan, so dass das byzantinische Hospital bei ihrer Anlage als Vorbild gedient haben kann.

Arif Müfid Mansel erwägt verschiedene Funktionen des Gebäudes als Ergasterion (Werkstatt), Pandocheion (Gasthof) oder Xenodocheion (Hospital).

## Lage
Das Bauwerk befindet sich östlich der großen Kolonnadenstraße an einer Nebengasse. In der Nähe liegen die Ruinen des Bischofspalastes.

## Beschreibung

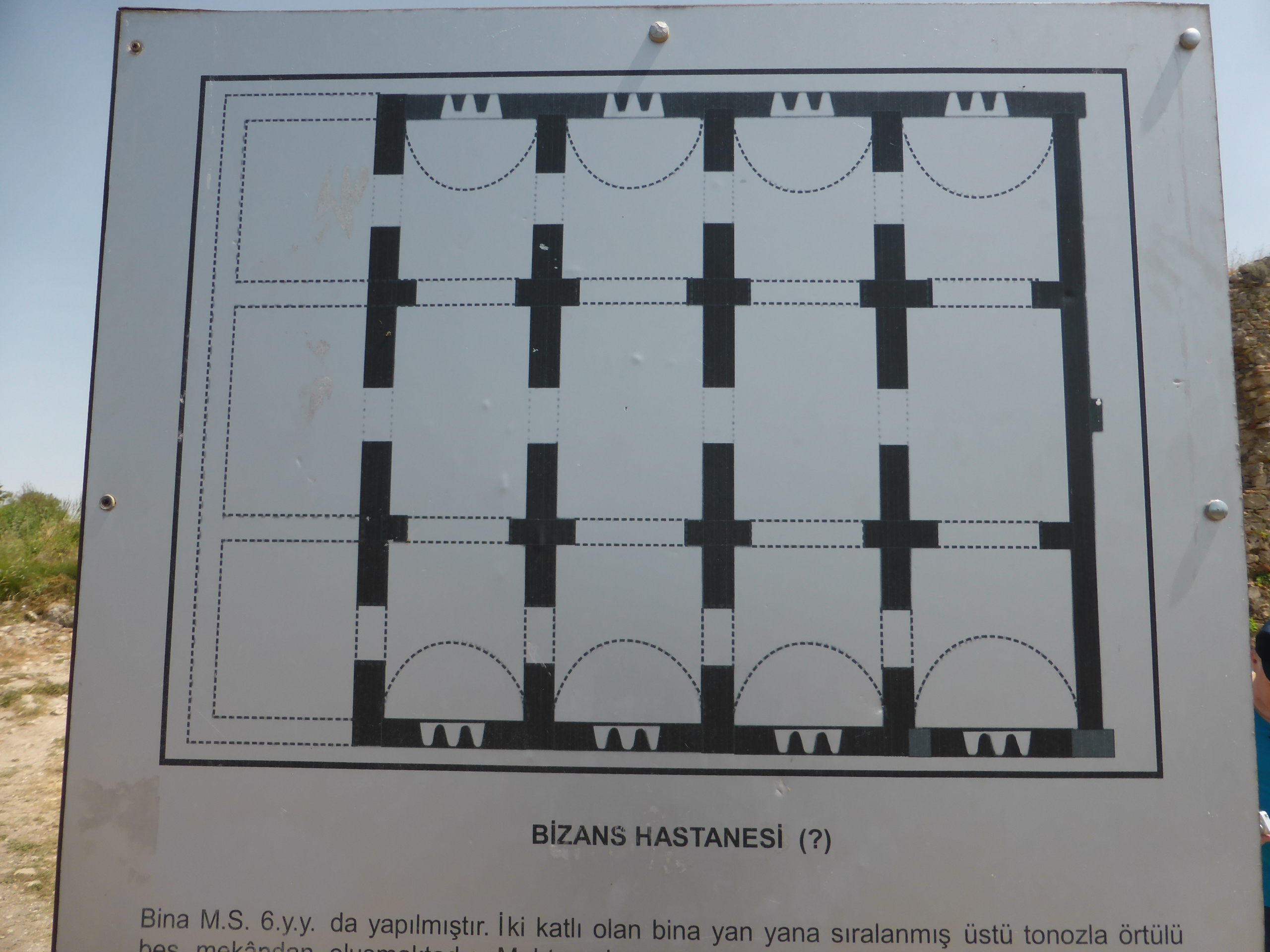
Grundriss

Auf rechteckigem Grundriss (19,50 m × 16,30 m) erhebt sich ein zweigeschossiges Gebäude. Im Untergeschoss sind vier parallele, tonnengewölbte Räume durch Bögen in je drei Abschnitte untergliedert. Die einzelnen Räume sind durch Türen miteinander verbunden und mit Fenstern versehen. Das Obergeschoss zeigt die gleiche Aufteilung. Zum oberen Stockwerk führte wohl eine Treppe, die sich ebenso wie der Haupteingang im eingestürzten, westlichen Teil befand.
Der Kern des Gebäudes besteht aus Quadermauerwerk. Für die Fassade aus Mörtelwerk wurde Schutt älterer antiker Gebäude wiederverwendet. Reste von Mosaikböden zeigen, dass sich über dem ersten Obergeschoss eine Terrasse befand, die jedoch, wenn man die Regenfälle in Pamphylien bedenkt, eine Überdachung gehabt haben dürfte.